# Apertura angular

Apertura focal de una lente delgada con punto focal F y apertura de diámetro D.

La apertura angular de una lente es el ángulo aparente de la apertura de la lente visto desde el punto focal:
{\displaystyle a=2\arctan {\frac {D}{2f}}}
donde {\displaystyle f} es la distancia focal y {\displaystyle D} el diámetro de la apertura.

## Relación con la apertura numérica
En un medio con un índice de refracción cercano a 1, como el aire, la apertura angular es aproximadamente igual al doble de la apertura numérica de la lente.
Formalmente, la apertura numérica en el aire es:
{\displaystyle \mathrm {AN} =\sin a/2=\sin \arctan \left({\frac {D}{2f}}\right)}
En la aproximación paraxial, con una pequeña abertura, {\displaystyle D<f}:
{\displaystyle \mathrm {AN} \approx a/2}